# Consolidated C-87
Die Consolidated C-87 Liberator Express war ein Langstrecken-Transportflugzeug der USAAF, der US Navy und der Royal Air Force im Zweiten Weltkrieg.

## Geschichte und Ausstattung

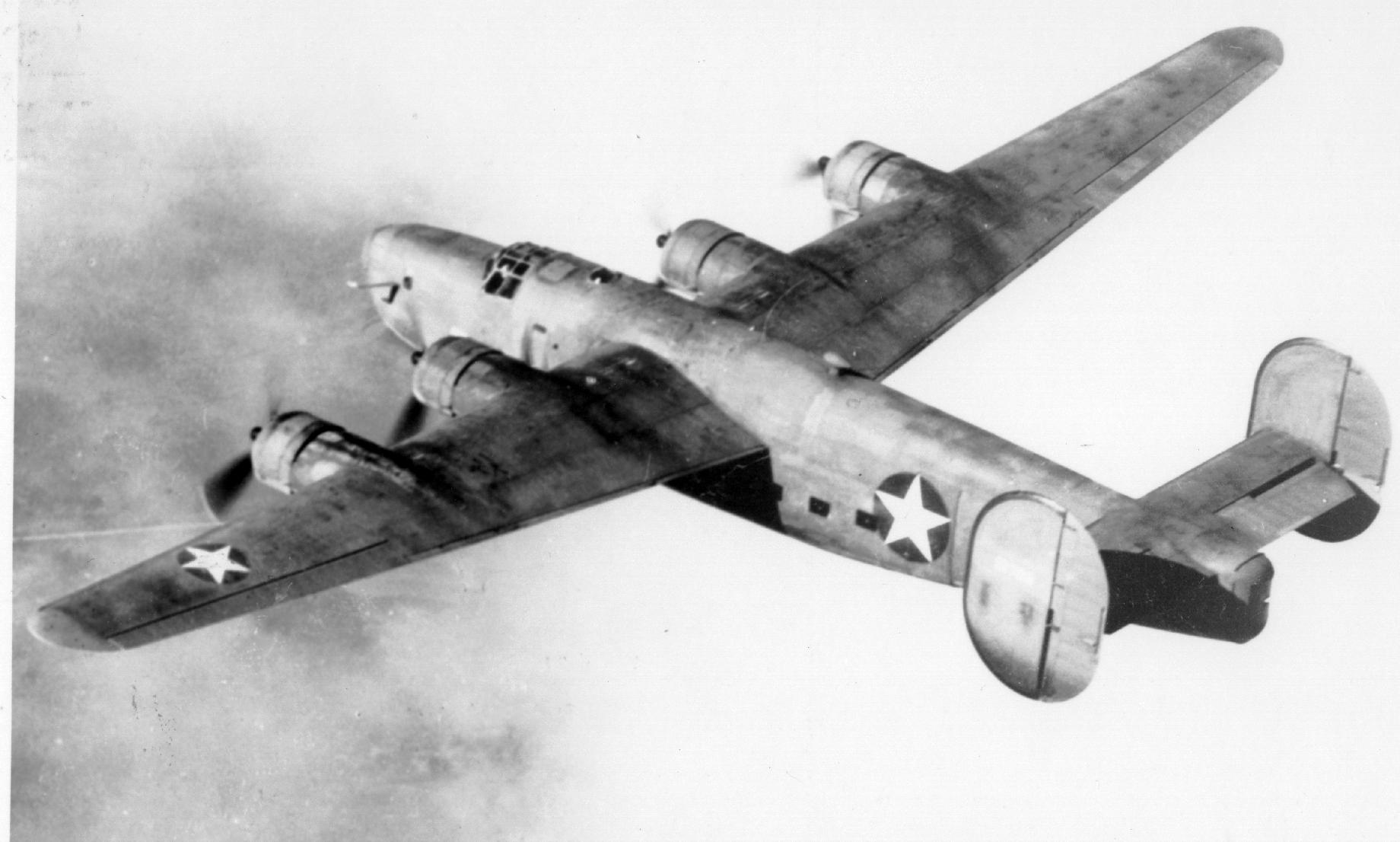
Consolidated C-87 Liberator

Diese Version wurde vom Bomber B-24D abgeleitet, sie besaß keinerlei Bewaffnung. Am Rumpf waren links und rechts je eine Fensterreihe angebracht. Die 24 Maschinen der Royal Air Force trugen die Bezeichnung Liberator C.Mk VII. Die Variante C-87-A, von der nur 6 Stück gebaut wurden, hatte 10 Schlafkabinen und R-1830-45-Sternmotoren. Die US Navy setzte 3 Consolidated C-87 unter der Bezeichnung RY-2 und 5 Consolidated C-87A unter der Bezeichnung RY-1 ein. Die Consolidated C-109 hatte Tanks mit einem Fassungsvermögen von 10.978 Litern. Die Version mit der Bezeichnung PB4Y Privateer wurde als Bomber eingesetzt und hatte nur ein Seitenleitwerk. Als Transportflugzeug wurde dieser Typ unter der Bezeichnung RY-3  bei der US Navy und mit der Bezeichnung Liberator C.Mk IX bei der Royal Air Force verwendet.

## Technische Daten
| Kenngröße            | Daten                                                           |
| -------------------- | --------------------------------------------------------------- |
| Länge                | 20,2 m                                                          |
| Spannweite           | 20,22 m                                                         |
| max. Startmasse      | 25,674 t                                                        |
| Antrieb              | vier Pratt & Whitney R-1830-43 mit je 895 kW (1200 PS) Leistung |
| Reisegeschwindigkeit | 322 km/h                                                        |
| Reichweite           | 4666 km                                                         |

## Zwischenfälle
Vom Erstflug am 24. August 1942 bis zum Betriebsende 1964 kam es mit Consolidated C-87 und C-109 zu 151 Totalschäden von Flugzeugen. Bei 32 davon kamen 225 Menschen ums Leben.
- Der schwerste Unfall war der Absturz am 25. Juli 1944 nahe Florida Island auf den Salomonen. Eine Maschine mit dem  Luftfahrzeugkennzeichen 41-11706 stürzte während des Anflugs auf den Flughafen Guadalcanal in den Dschungel. Es gab insgesamt 27 Tote.[2]

- Am 11. Februar 1945 kollidierte ein Transporter des Typs Consolidated C-109 Liberator Express der United States Army Air Forces (USAAF) (44-49025), der eine Ladung Benzin transportierte, mit einer Curtiss C-46A-40-CU Commando (42-107328) im Fluge über dem Flugplatz Kunming Wujiaba (China). Alle 8 Besatzungsmitglieder der C-109 sowie alle 7 Insassen der C-46 wurden getötet.[3]